# ProgeCAD
progeCAD es un programa CAD que permite crear, editar e imprimir archivos DWG y DXF de modo totalmente compatible con AutoCAD.

## Software CAD comercial
progeCAD (originariamente llamado "ProgeSOFT IntelliCAD" hasta el año2005) es un software CAD desarrollado por progeSOFT en Como, Italia. progeCAD se describe como un sistema profesional de CAD 2D/3D basado en el formato DWG, que se complementa con aplicaciones, librerías y servicios por un precio muy inferior a sus competidores en el mercado. ProgeCAD es desarrollado usando los packs de programación de ITC IntelliCAD, ACIS y Open Design Alliance. La interfaz de usuario es prácticamente idéntica a la de AutoCAD(r), incluyendo las barras de herramientas móviles y una línea de comandos que soporta scripts de AutoLISP y VBA . La versión "Professional" incluye varios añadidos como la posibilidad de exportar a formato KML de Google Earth,3D modelado sólido y PDF (sin necesadidad de otros programas y siendo también capaz de importar desde PDF a formato vectorial).

## Software CAD gratuito
En 2005 & 2006 (enlace roto disponible en Internet Archive; véase el historial, la primera versión y la última)., progeSOFT lanzó versiones gratuitas de "progeCAD LT" para uso personal. Una nueva versión de "LT" fue lanzada a finales del 2007 con la aparición de "progeCAD Smart!" sistemas CAD para uso personal. ProgeCAD no es un software de código abierto. Es ilegal usar versiones gratuitas de ProgeCAD para finales comerciales.
La licencias "Professional" ofrecen la posibilidad del uso con fines lucrativos de progeCAD. Por otro lado, existen versiones gratuitas de este pack para uso educacional, siendo cientos las universidades y colegios de todo el mundo que han solicitado licencias.

## Distribución
Actualmente progeCAD se distribuye en inglés, italiano, español, francés, polaco, checo, chino, serbio, ruso y húngaro. Cualquier de estas versiones puede ser descargada desde  la web de progeSOFT.
En 2006 progeSOFT lanzó su "CADforLinux", una distribución comercial de progeCAD paraLinux usando la herramienta de emulación Wine. Sin embargo el proyecto de progeSOFT CADforLinux fue abandonado.
En 2011 progeSOFT sacó al mercado su versión para sistemas MAC OS X. iCADMac.